# Germana Cosin
Germana Cosin, en francès Germaine Cousin (Frosins, Alt Garona, 1579 - Pibrac, 15 de juny de 1601) fou una laica occitana, venerada avui com a santa per l'Església catòlica.

## Biografia
Nasqué al lloc de Frosins, prop de Tolosa, en una família modesta; era filla de Laurenç Cosin i Maria Laroche. Tenia una deformació congènita al braç dret i de petita patí escròfula, la qual cosa li deixà el rostre deformat. Quedà òrfena de mare poc al cap de poc de néixer; el pare es tornà a casar, però la madrastra la maltractà i la mantingué allunyada de la vida familiar. No anà a l'escola, i ella mateixa demanà al seu pare que l'enviés a pasturar les ovelles, passant la major part de les nits al camp. Mentre era al camp, dedicava el temps a la pregària i a recitar el catecisme.
Freqüentà l'església i fou molt devota, anant a missa i dient el rosari diàriament. Els veïns se'n burlaven, perquè era contrafeta. No obstant això, s'interessà perquè els seus companys més pobres, pastors com ella, anessin a la parròquia a estudiar el catecisme i rebre una mínima educació: els deia quan s'hi aprenia i els portava trossos de pa per treure'ls de gana.
Morí sola, a vint-i-dos anys, mentre dormia a l'establia, el 15 de juny de 1601. Fou sebollida a l'església de Pibrac.

## Veneració
Segons la tradició, 40 anys després d'haver mort el seu cos fou trobat incorrupte. Aviat alguns veïns parlaren que havien estat guarits de malalties per la seva intercessió, i hom començà a venerar-la. El seu taüt fou dipositat a la sagristia, i en 1661, el vicari general de Tolosa l'obrí i trobà novament el cos fresc. El vicari manà obrir altres tombes que eren al mateix lloc on havia estat enterrada la jove, i en tots trobaren els cossos descompostos o esquelets. Es considerà que allò era un miracle i el vicari incoà el procés per demanar la canonització de la pastora en 1700. Durant la Revolució francesa, el taüt fou obert i llençaren calç viva al cadàver; les parts on no tocà la calç, però, continuaren intactes.
El procés de canonització es reinicià cap al 1850. Beatificada el 29 de maig de 1854 per Pius IX, fou canonitzada el 29 de juny de 1867 pel mateix papa. És patrona dels pastors i dels joves en perill, a la seva regió. A Pibrac, s'aixecà una basílica en honor seu, i es conserva la casa natal de la santa, a dos kilòmetres del poble.

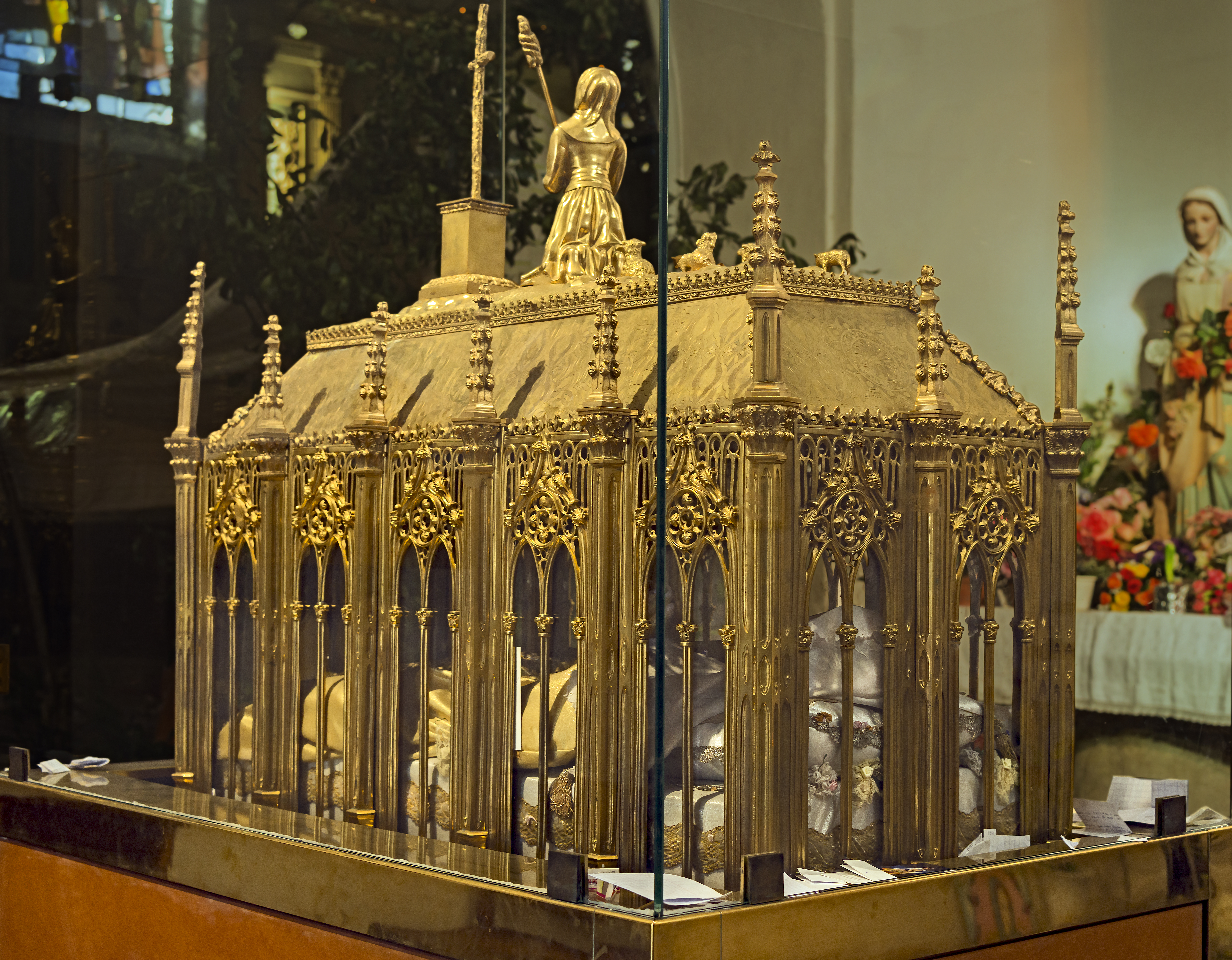
Reliquiari de la Santa
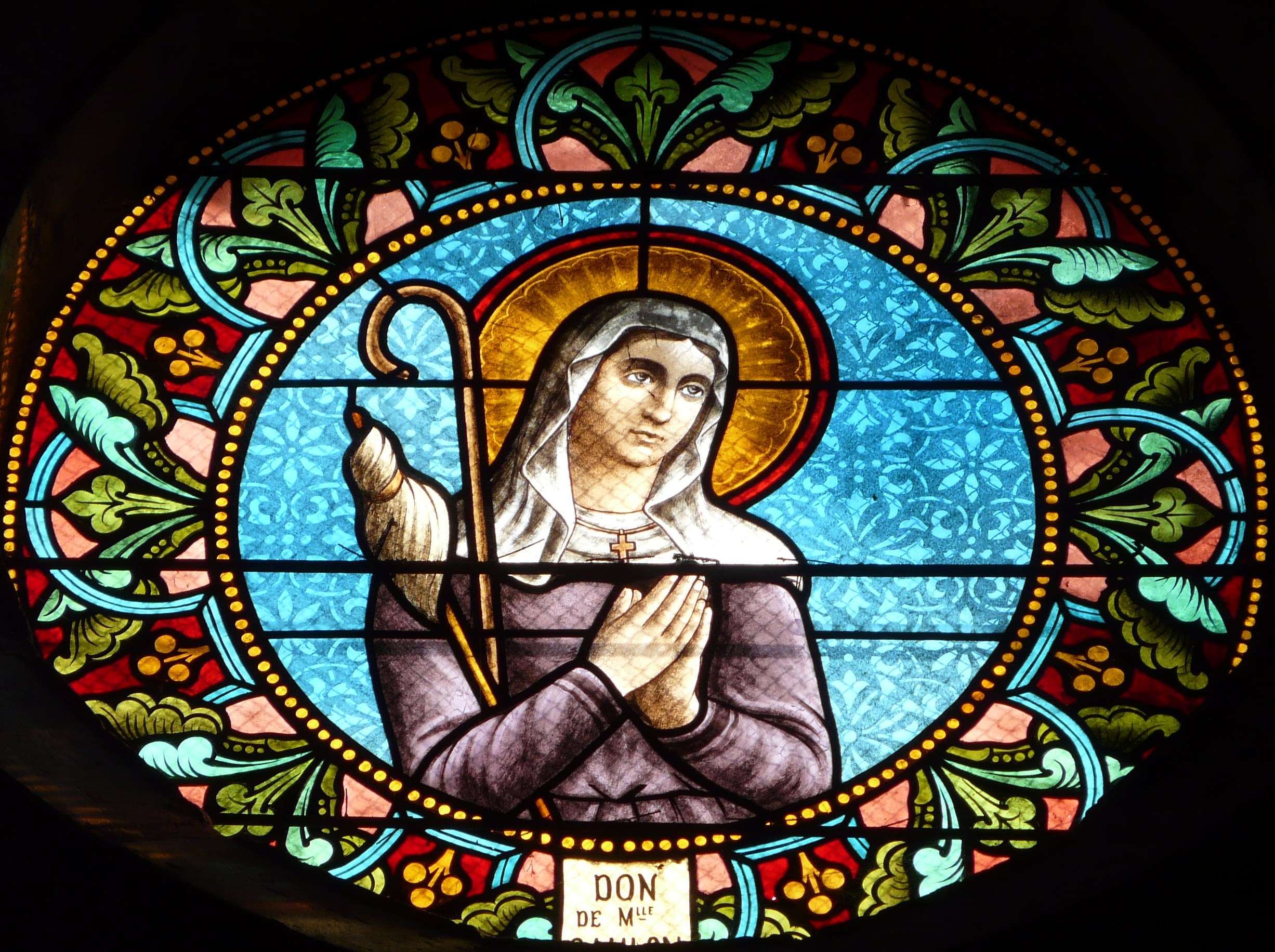
Vitrall de l'església de Lalinde
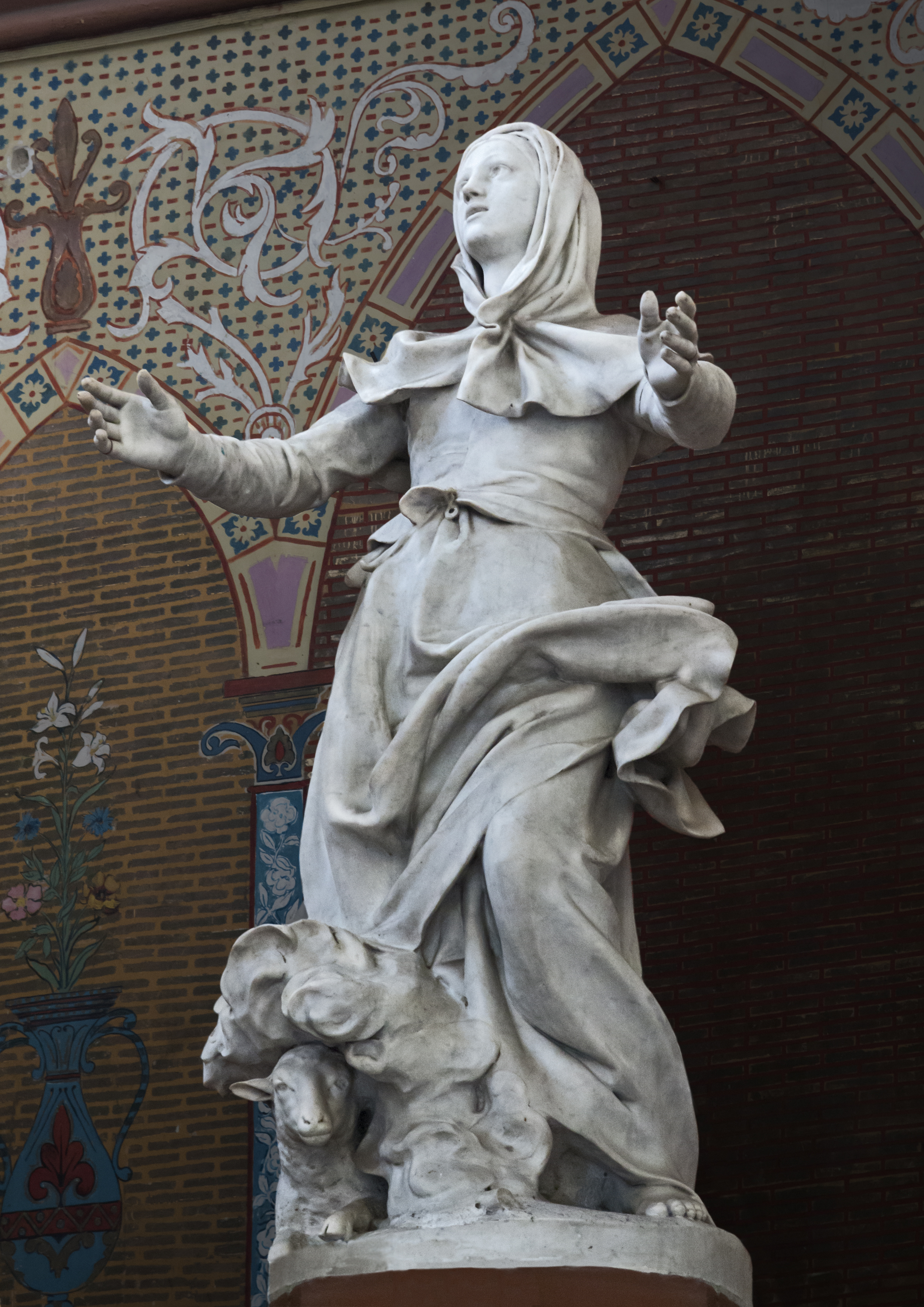
Talla de la santa
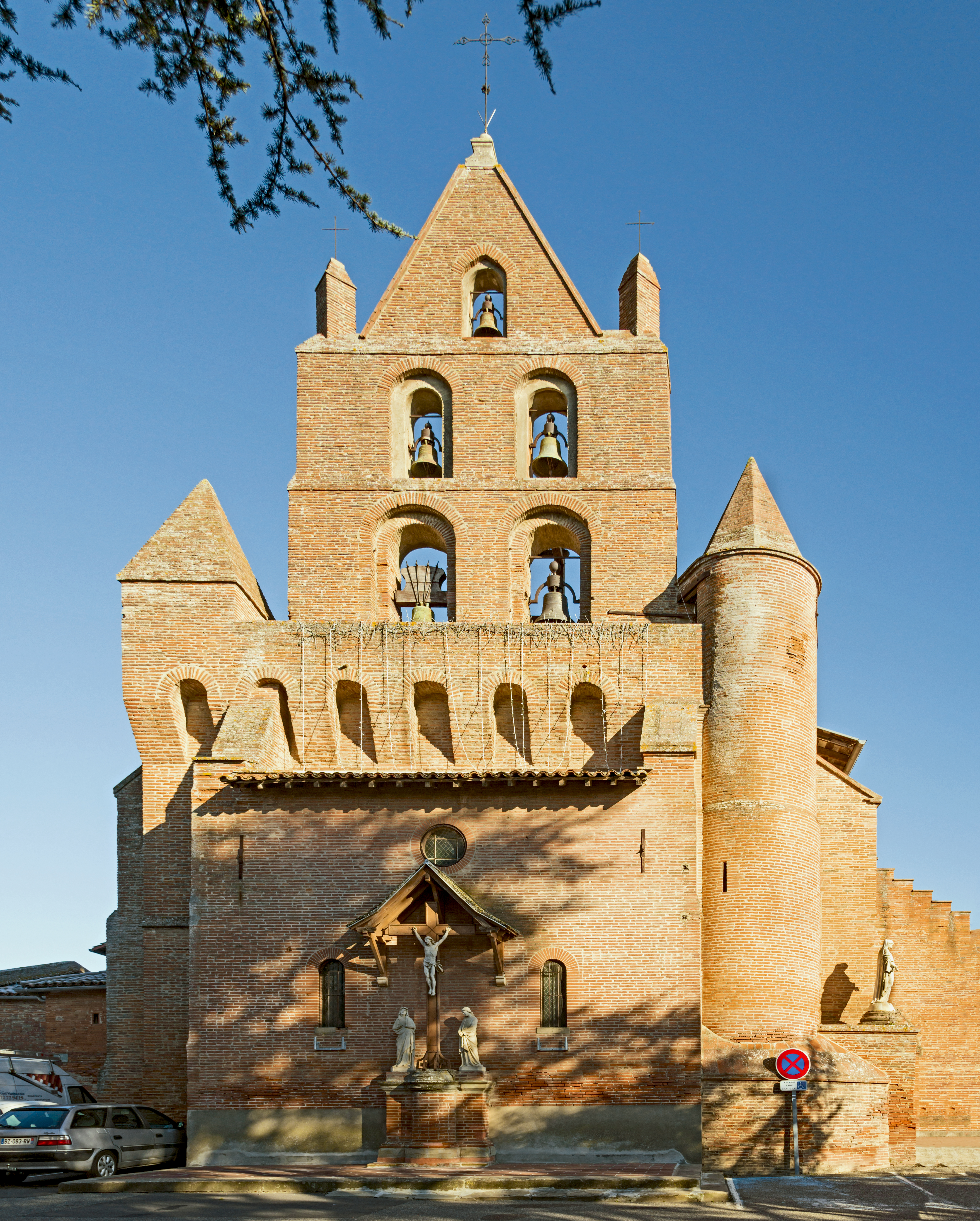
Església de Pibrac, amb les restes de la santa
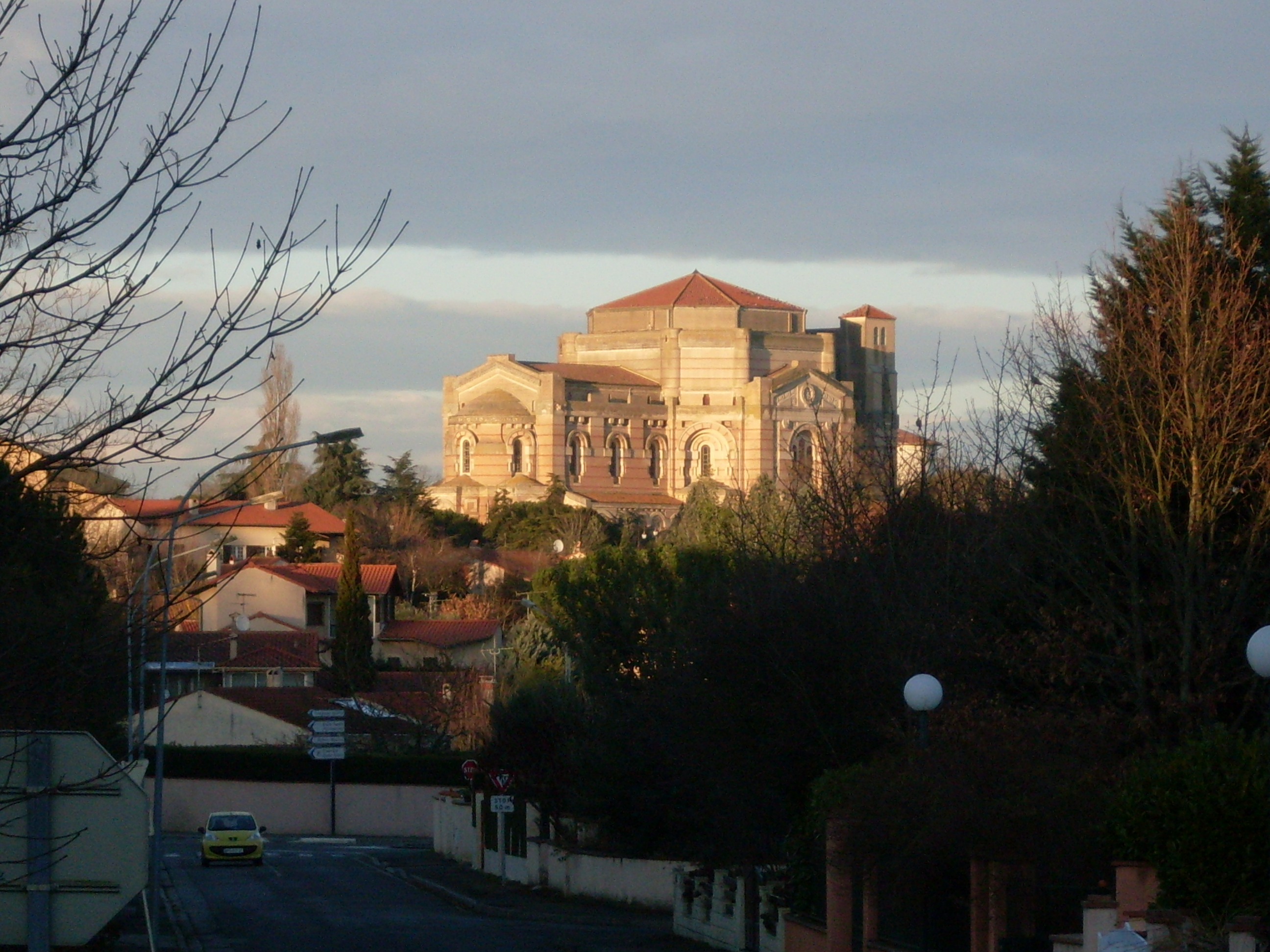
Basílica de Sainte-Germaine, de Pibrac